# Matúš Bubeník
Matúš Bubeník (14 de noviembre de 1989) es un deportista de Eslovaquia que compite en atletismo. Ganó una medalla de bronce en el Campeonato Europeo de Atletismo por Equipos de 2019, en la prueba de salto de altura.